# Leprechaun 3 – Tödliches Spiel in Las Vegas
Leprechaun 3 – Tödliches Spiel in Las Vegas ist ein US-amerikanischer Horrorfilm aus dem Jahre 1995. Die Regie führte Brian Trenchard-Smith. Die Produktion ist die zweite Fortsetzung zu Leprechaun – Der Killerkobold aus dem Jahr 1993. Regisseur Trenchard-Smith inszenierte auch den Nachfolger Space Platoon. Bei beiden handelt es sich um Direct-to-Video-Produktionen.

## Inhalt
In der Nacht braucht der Mann Lucky Geld für Benzin und geht deswegen zu einem Pfandhaus, wo er dem Inder Gupta eine Statue vom Leprechaun gibt. Doch das Medaillon, das den Leprechaun im Stein hält, wird von Gupta als Halskette verwendet. Die Statue wird dadurch lebendig und der Leprechaun beißt Gupta ein Stück vom Ohr ab. Als der Leprechaun sein Gold zählt, bemerkt er, dass ein Goldstück fehlt und bringt deswegen Gupta um. Der Leprechaun möchte sein Gold wieder haben und die Spur führt ins Lucky Shamrock Casino, wo der junge Student Scott sein Geld verspielt. Das zweite Opfer ist der Casinobesitzer Mitch, der durch einen Stromschlag getötet wird, das dritte und vierte Opfer sind Art und sein Bodyguard. Das fünfte Opfer ist die Roulette-Dame Loretta, die durch eine Explosion getötet wird, das sechste Opfer ist der Leichenbeschauer. Das siebte, achte und neunte Opfer sind die Arzthelferin, der Arzt und der Pfleger. Das zehnte Opfer ist Fazio, der durch eine Kettensäge getötet wird. Daraufhin wird das Gold vom Leprechaun vernichtet und deswegen auch der Leprechaun. Am Ende sieht man, wie Scott und Tammy Freunde werden.

## Kritiken
Die deutsche Filmwebsite kino.de meinte, der „ur-irische Zaubertroll Leprechaun“ dürfe „im Schatten von ‚Casino‘, ‚Leaving Las Vegas‘ und ‚Showgirls‘“ sein Unwesen in die Glitzermetropole von Nevada verlagern, ansonsten würde den Machern „nicht viel Neues“ einfallen. Stattdessen würde „einmal mehr eine streckenweise witzige, zumeist aber vorhersehbare Verfolgungsjagd nach dem Strickmuster von Nr. 1 und 2 auf dem Programm“ stehen.

„Trotz einiger derber Splatter-Effekte dienen die Versatzstücke des Horror-Genres überwiegend als Grundlage für eine überraschend sorgsam konstruierte Geschichte, die ausgesprochen unterhaltsam ist.“